# Pleurogonium magnum
Pleurogonium magnum is een pissebed uit de familie Paramunnidae. De wetenschappelijke naam van de soort is voor het eerst geldig gepubliceerd in 1914 door Ernst Vanhöffen.